# Dębini
Dębini (deutsch Eichberg) ist der Name eines untergegangenen Ortes in der polnischen Woiwodschaft Ermland-Masuren. Seine Ortsstelle liegt im Gebiet der Gmina Iłowo-Osada (Landgemeinde Illowo) im Powiat Działdowski (Kreis Soldau).
Die Ortsstelle Dębini befindet sich im Südwesten der Woiwodschaft Ermland-Masuren, 15 Kilometer südlich der früheren Kreisstadt Neidenburg (polnisch Nidzica) und 14 Kilometer östlich der heutigen Kreismetropole Działdowo (deutsch Soldau i. Ostpr.).
Eichberg war ein großes Vorwerk und gehörte als solches zum Gut Bialutten (polnisch Białuty) im ostpreußischen Kreis Neidenburg. Im Jahre 1905 zählte Eichberg 15 Einwohner.
Als Ort im Soldauer Gebiet wurde Eichberg mit allen Nachbarorten zwischen 1920 und 1939 an Polen abgetreten. Zwischen 1939 und 1945 war es wieder dem Deutschen Reich zugeordnet, bis 1945 das gesamte südliche Ostpreußen an Polen abgetreten wurde. Eichberg erhielt die polnische Bezeichnung „Dębini“, war wohl noch kurzzeitig besiedelt, dann aber ohne Einwohner. Es wird heute nicht mehr genannt und gilt als untergegangen. Die Ortsstelle gehört zur Gmina Iłowo-Osada im Powiat Działdowski.
Kirchlich war Eichberg evangelischer- und römisch-katholischerseits bis 1945 nach Bialutten (polnisch Białuty) ausgerichtet.
Die kaum noch wahrzunehmende Ortsstelle ist auf einem Landweg zu erreichen, der von Białuty nach Krokowo (Krokau) führt.